# Jasim Al-Shaikh
Jasim Ahmed Jasim Abdulla Al-Shaikh (arab. جاسم الشيخ; ur. 1 lutego 1996 w Manamie) – bahrajński piłkarz grający na pozycji napastnika. Jest wychowankiem klubu Al-Ahli Manama.

## Kariera piłkarska
Swoją karierę piłkarską Al-Shaikh rozpoczął w klubie Al-Ahli Manama, w którym w 2017 roku zadebiutował w pierwszej lidze bahrajńskiej.

## Kariera reprezentacyjna
W reprezentacji Bahrajnu Al-Shaikh zadebiutował 22 marca 2018 w zremisowanym 0:0 towarzyskim meczu z Palestyną. W 2019 roku został powołany do kadry na Puchar Azji.